# Leichtathletik-Weltmeisterschaften 1995/Dreisprung der Männer

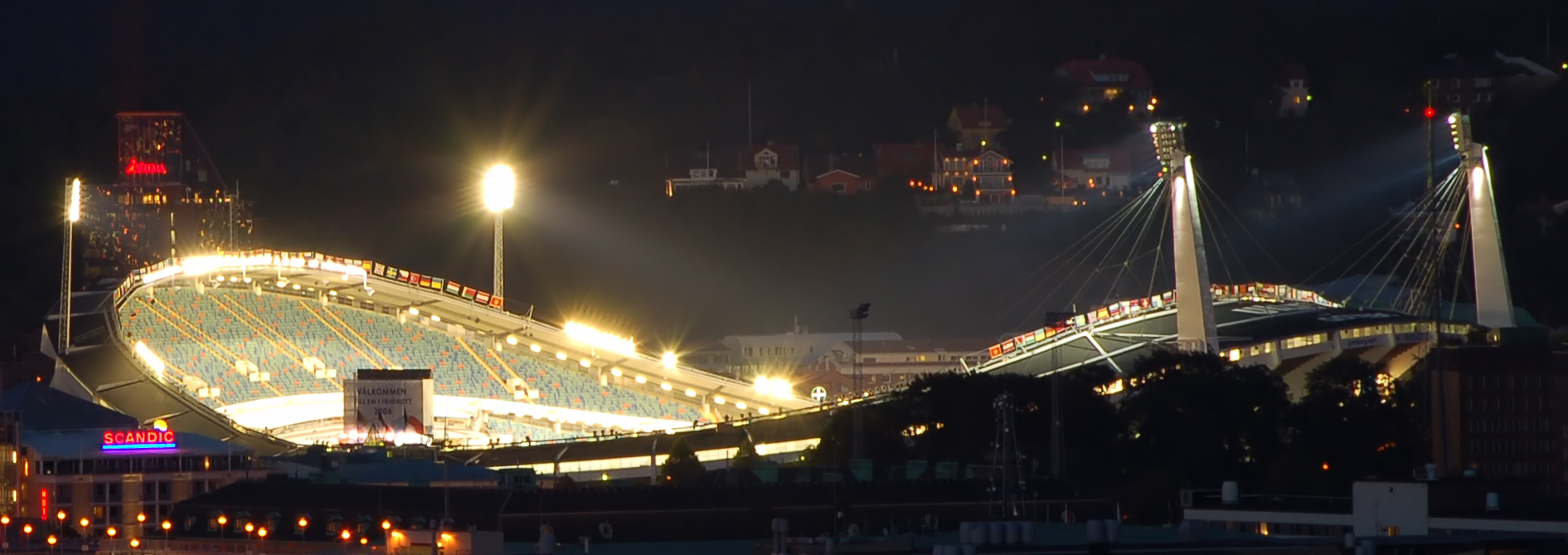
Das Göteborger Ullevi-Stadion im Jahr 2006

Der Dreisprung der Männer bei den Leichtathletik-Weltmeisterschaften 1995 wurde am 5. und 7. August 1995 im Göteborger Ullevi-Stadion ausgetragen.
Weltmeister wurde der britische WM-Dritte von 1993 Jonathan Edwards, der hier seinen ersten Sieg in einer großen internationalen Meisterschaft feiern konnte und sich in den kommenden Jahren zu einem der erfolgreichsten Dreispringer der Sportgeschichte entwickelte. Er verbesserte seinen eigenen Weltrekord im Finale zweimal und war der erste Athlet, der die 18-Meter-Marke übertraf. Den zweiten Rang belegte Brian Wellman aus Bermuda. Bronze ging an den Zentralamerika- / Karibik-Meister von 1993 und Sieger der Panamerikanischen Spiele von 1995 Jérôme Romain aus Dominica.

## Rekorde

### Bestehende Rekorde
| Weltrekord               | 17,98 m | Jonathan Edwards | Salamanca, Spanien      | 18. Juli 1995   |
| Weltmeisterschaftsrekord | 17,92 m | Christo Markow   | WM 1987 in Rom, Italien | 30. August 1987 |

### Rekordverbesserung
Der britische Weltmeister Jonathan Edwards verbesserte den bestehenden WM-Rekord bei diesen Weltmeisterschaften zweimal:
- 18,16 m – Finale am 7. August, 1. Versuch
- 18,29 m – Finale am 7. August, 2. Versuch

Damit steigerte Jonathan Edwards gleichzeitig seinen eigenen Weltrekord um 31 Zentimeter und war der erste Dreispringer, der die Marke von achtzehn Metern übertraf.

## Windbedingungen
In den folgenden Ergebnisübersichten sind die Windbedingungen zu den jeweils besten Sprüngen benannt. Der erlaubte Grenzwert liegt bei zwei Metern pro Sekunde. Bei stärkerer Windunterstützung wird die Weite für den Wettkampf gewertet, findet jedoch keinen Eingang in Rekord- und Bestenlisten.

## Qualifikation
6. August 1995, 17:35 Uhr
43 Teilnehmer traten in zwei Gruppen zur Qualifikationsrunde an. Die Qualifikationsweite für den direkten Finaleinzug betrug 17,10 m. Fünf Athleten übertrafen diese Marke (hellblau unterlegt). Das Finalfeld wurde mit den sieben nächstplatzierten Sportlern auf zwölf Springer aufgefüllt (hellgrün unterlegt). So mussten schließlich 16,71 m für die Finalteilnahme erbracht werden.

### Gruppe A

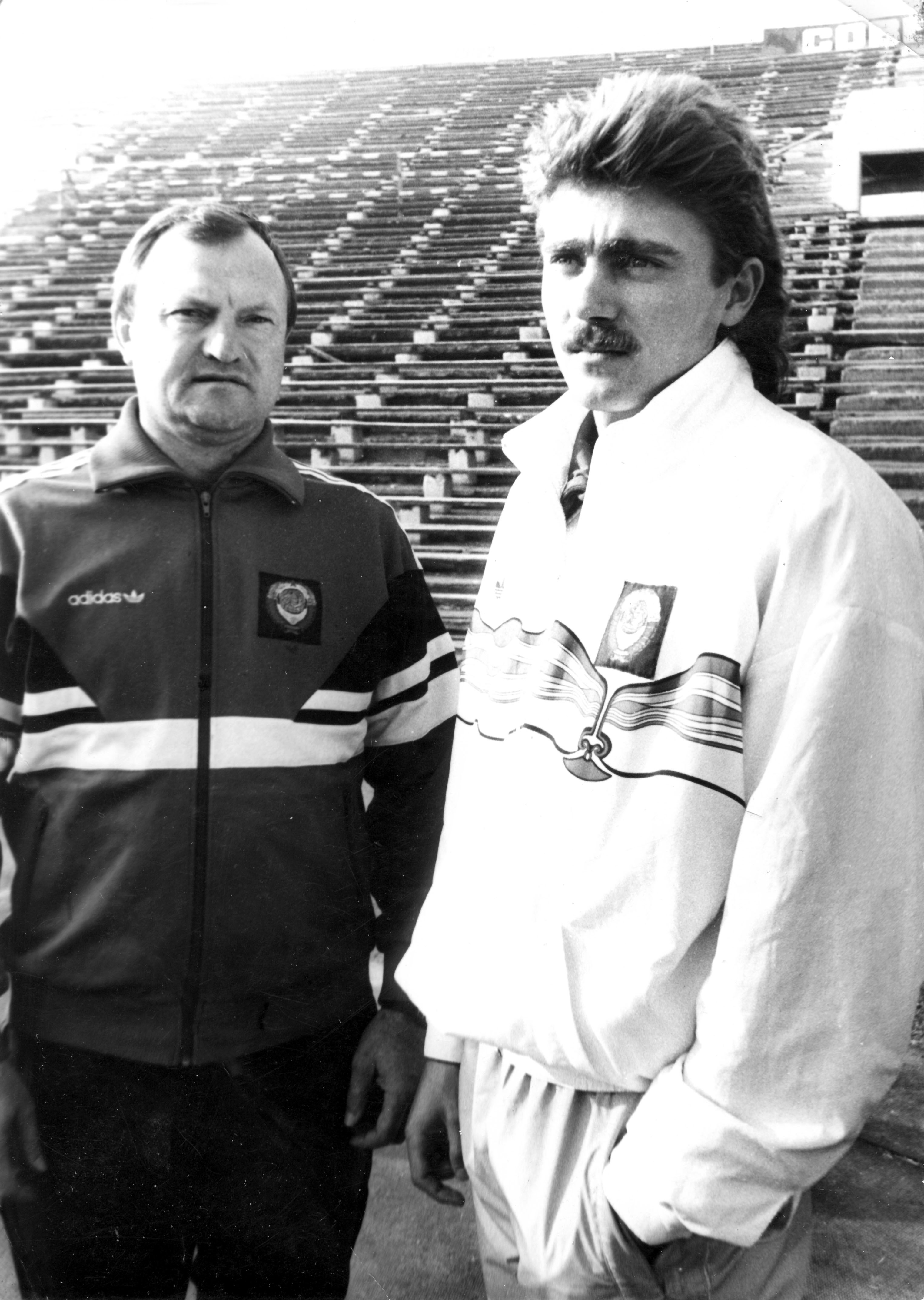
Oleg Sakirkin (rechts, neben ihm sein Trainer Mikhail Gannota) blieb in der Qualifikation ohne gültigen Versuch

| Platz | Name                  | Nation         | Resultat (m) Wind (m/s) |
| 1     | Jonathan Edwards      | Großbritannien | 17,46 / +1,4            |
| 2     | Yoelbi Quesada        | Kuba           | 17,26 / +1,2            |
| 3     | Māris Bružiks         | Lettland       | 16,95 / +0,8            |
| 4     | Rogel Nachum          | Israel         | 16,71 / +1,7            |
| 5     | Armen Martirosjan     | Armenien       | 16,60 / +2,7            |
| 6     | Ndabazinhle Mdhlongwa | Simbabwe       | 16,53 / +1,9            |
| 7     | Georges Sainte-Rose   | Frankreich     | 16,52 / +2,8            |
| 8     | Andrius Raizgys       | Litauen        | 16,40 / +2,0            |
| 9     | Andrew Murphy         | Australien     | 16,37 / −0,1            |
| 10    | Denis Kapustin        | Russland       | 16,32 / −0,8            |
| 11    | Karim Sassi           | Tunesien       | 16,26 / +0,9            |
| 12    | Arne Holm             | Schweden       | 15,94 / +0,1            |
| 13    | Aleksey Fatyanov      | Aserbaidschan  | 15,77 / +0,4            |
| 14    | Paul Nioze            | Seychellen     | 15,71 / +1,8            |
| 15    | Festus Igbinoghene    | Nigeria        | 15,68 / −1,6            |
| 16    | Edward Manderson      | Cayman Islands | 15,50 / +1,2            |
| 17    | Xavier Montané        | Andorra        | 15,04 / +1,6            |
| 18    | Leonard Cobb          | USA            | 14,90 / +1,1            |
| NM    | Oleg Sakirkin         | Kasachstan     | ogV                     |
| NM    | Jacek Butkiewicz      | Polen          | ogV                     |
| NM    | Anisio Souza da Silva | Brasilien      | ogV                     |
| NM    | Salem al-Ahmadi       | Saudi-Arabien  | ogV                     |

### Gruppe B
| Platz | Name                | Nation              | Resultat (m) Wind (m/s) |
| 1     | Jérôme Romain       | Dominica            | 17,48 / +1,6            |
| 2     | Brian Wellman       | Bermuda             | 17,44 / +2,3            |
| 3     | Sergei Arsamassow   | Kasachstan          | 17,27 / +1,6            |
| 4     | Yoel García         | Kuba                | 16,98 / −0,1            |
| 5     | Tord Henriksson     | Schweden            | 16,94 / +0,5            |
| 6     | James Beckford      | Jamaika             | 16,92 / +1,3            |
| 7     | Mike Conley Sr.     | USA                 | 16,80 / +0,9            |
| 8     | Galin Georgiew      | Bulgarien           | 16,80 / +0,8            |
| 9     | Francis Agyepong    | Großbritannien      | 16,58 / +0,9            |
| 10    | Jacob Katonon       | Kenia               | 16,55 / +1,5            |
| 11    | LaMark Carter       | USA                 | 16,51 / −1.2            |
| 12    | Lars Hedman         | Schweden            | 16,43 / +1,2            |
| 13    | Frank Rutherford    | Bahamas             | 16,38 / +1,7            |
| 14    | Serge Hélan         | Frankreich          | 15,91 / +0,1            |
| 15    | Julio López         | Spanien             | 15,80 / −0,1            |
| 16    | Daniel Flores       | Honduras            | 14,92 / +2,1            |
| NM    | Vasif Əsədov        | Aserbaidschan       | ogV                     |
| NM    | Zsolt Czingler      | Ungarn              | ogV                     |
| NM    | Marios Hadjiandreou | Zypern              | ogV                     |
| NM    | Zeng Lizhi          | Volksrepublik China | ogV                     |
| NM    | Kawan Lovelace      | Belize              | ogV                     |
| DNS   | Francis Dodoo       | Ghana               |                         |

## Legende
Kurze Übersicht zur Bedeutung der Symbolik – so üblicherweise auch in sonstigen Veröffentlichungen verwendet:
| – | verzichtet |
| x | ungültig   |

## Finale
7. August 1995, 17:20 Uhr
| Platz | Name              | Nation         | Resultat (m) Wind (m/s) | 1. Versuch (m)                          | 2. Versuch (m)                          | 3. Versuch (m)                          | 4. Versuch (m)                           | 5. Versuch (m)                           | 6. Versuch (m)                           |
| 1     | Jonathan Edwards  | Großbritannien | 18,29 / +1,3 WR         | 18,16 WR                                | 18,29 WR                                | –                                       | –                                        | 17,49                                    | –                                        |
| 2     | Brian Wellman     | Bermuda        | 17,62 / +2,7            | x                                       | x                                       | 17,31                                   | 17,62                                    | x                                        | x                                        |
| 3     | Jérôme Romain     | Dominica       | 17,59 / +2,1            | 17,36                                   | 17,59                                   | 17,25                                   | 17,18                                    | x                                        | x                                        |
| 4     | Yoelbi Quesada    | Kuba           | 17,59 / +2,6            | 17,19                                   | x                                       | x                                       | x                                        | x                                        | 17,59                                    |
| 5     | Yoel García       | Kuba           | 17,18 / +1,2            | 16,90                                   | 17,18                                   | x                                       | x                                        | –                                        | x                                        |
| 6     | James Beckford    | Jamaika        | 17,13 / +2,5            | 16,90                                   | 17,13                                   | x                                       | –                                        | –                                        | –                                        |
| 7     | Mike Conley Sr.   | USA            | 16,96 / +3,6            | x                                       | 16,96                                   | 16,77                                   | –                                        | x                                        | x                                        |
| 8     | Galin Georgiew    | Bulgarien      | 16,93 / −0,2            | 16,93                                   | x                                       | x                                       | 16,79                                    | x                                        | x                                        |
| 9     | Tord Henriksson   | Schweden       | 16,92 / +0,1            | Ablauf in den Quellen nicht aufgelistet | Ablauf in den Quellen nicht aufgelistet | Ablauf in den Quellen nicht aufgelistet | nicht im Finale der besten acht Springer | nicht im Finale der besten acht Springer | nicht im Finale der besten acht Springer |
| 10    | Māris Bružiks     | Lettland       | 16,80 / +1,4            | Ablauf in den Quellen nicht aufgelistet | Ablauf in den Quellen nicht aufgelistet | Ablauf in den Quellen nicht aufgelistet | nicht im Finale der besten acht Springer | nicht im Finale der besten acht Springer | nicht im Finale der besten acht Springer |
| 11    | Rogel Nachum      | Israel         | 16,69 / +1,7            | Ablauf in den Quellen nicht aufgelistet | Ablauf in den Quellen nicht aufgelistet | Ablauf in den Quellen nicht aufgelistet | nicht im Finale der besten acht Springer | nicht im Finale der besten acht Springer | nicht im Finale der besten acht Springer |
| 12    | Sergei Arsamassow | Kasachstan     | 16,68 / +0,8            | Ablauf in den Quellen nicht aufgelistet | Ablauf in den Quellen nicht aufgelistet | Ablauf in den Quellen nicht aufgelistet | nicht im Finale der besten acht Springer | nicht im Finale der besten acht Springer | nicht im Finale der besten acht Springer |

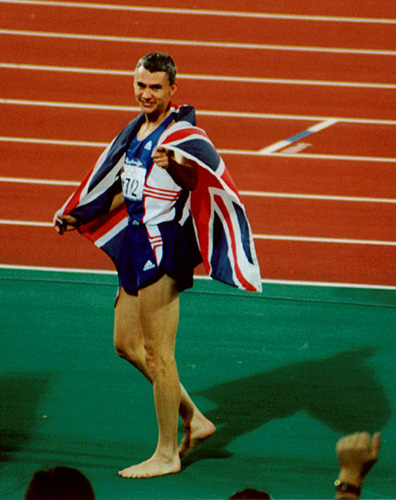
Weltmeister Jonathan Edwards – hier nach seinem Olympiasieg 2000 – übertraf als erster Dreispringer die 18-Meter-Marke
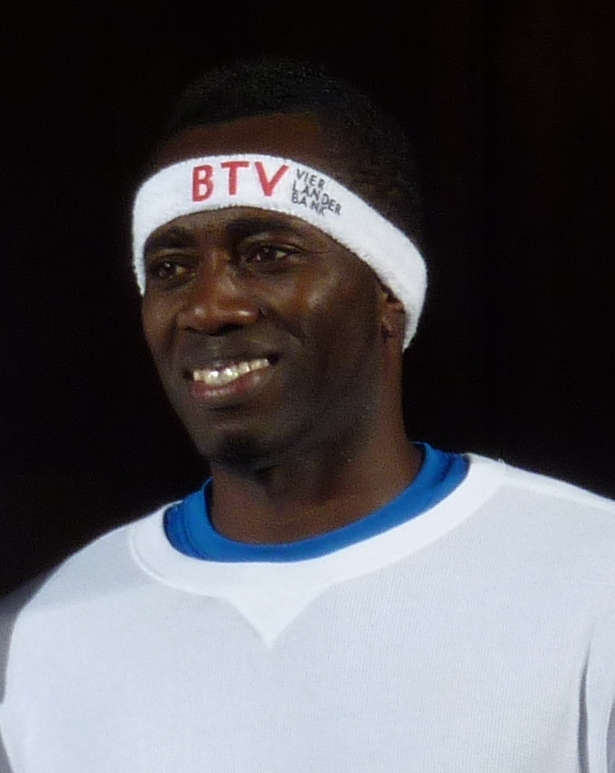
Der sechstplatzierte James Beckford errang fünf Tage später Silber im Weitsprung

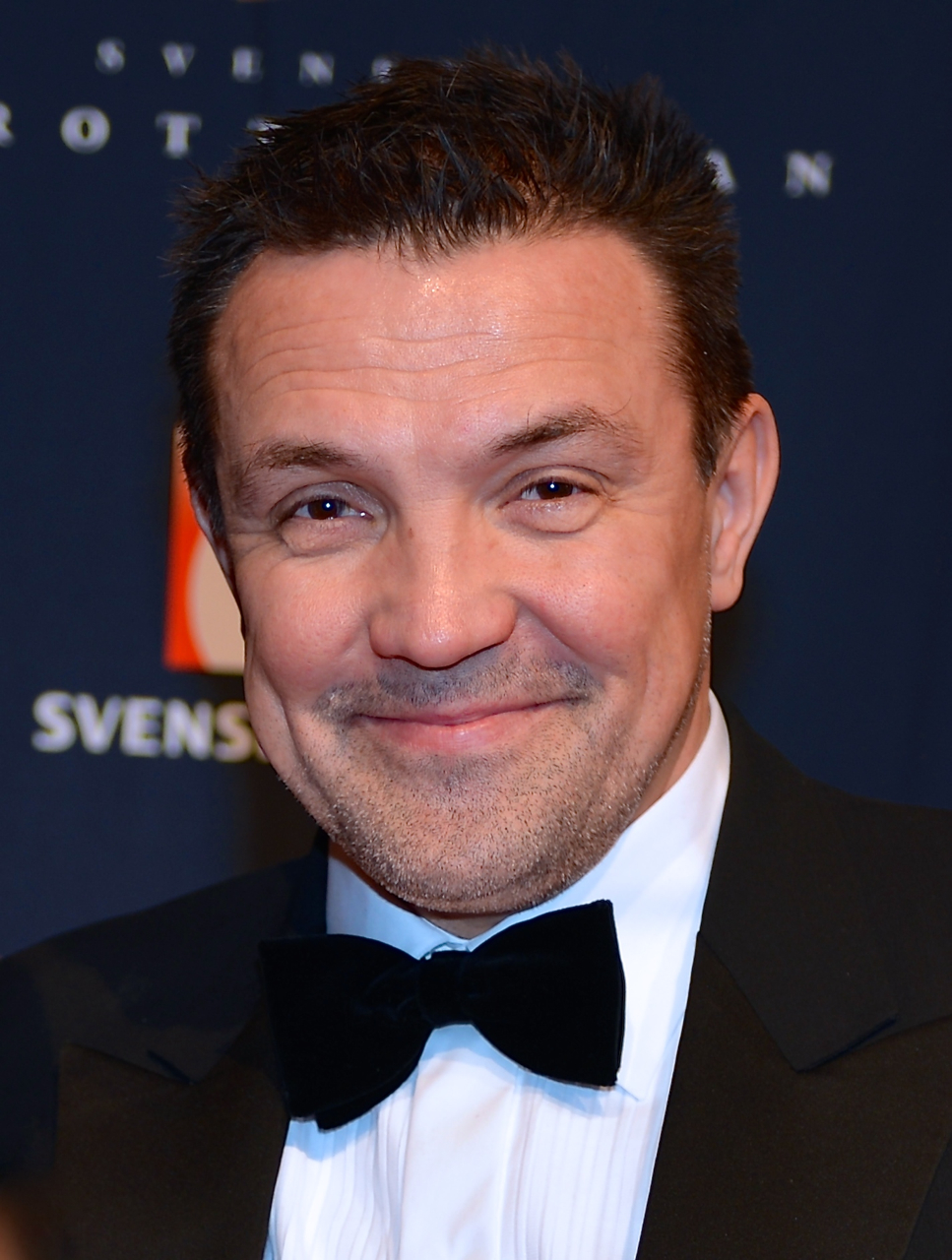
Tord Henriksson (hier im Jahr 2014) erreichte Platz neun
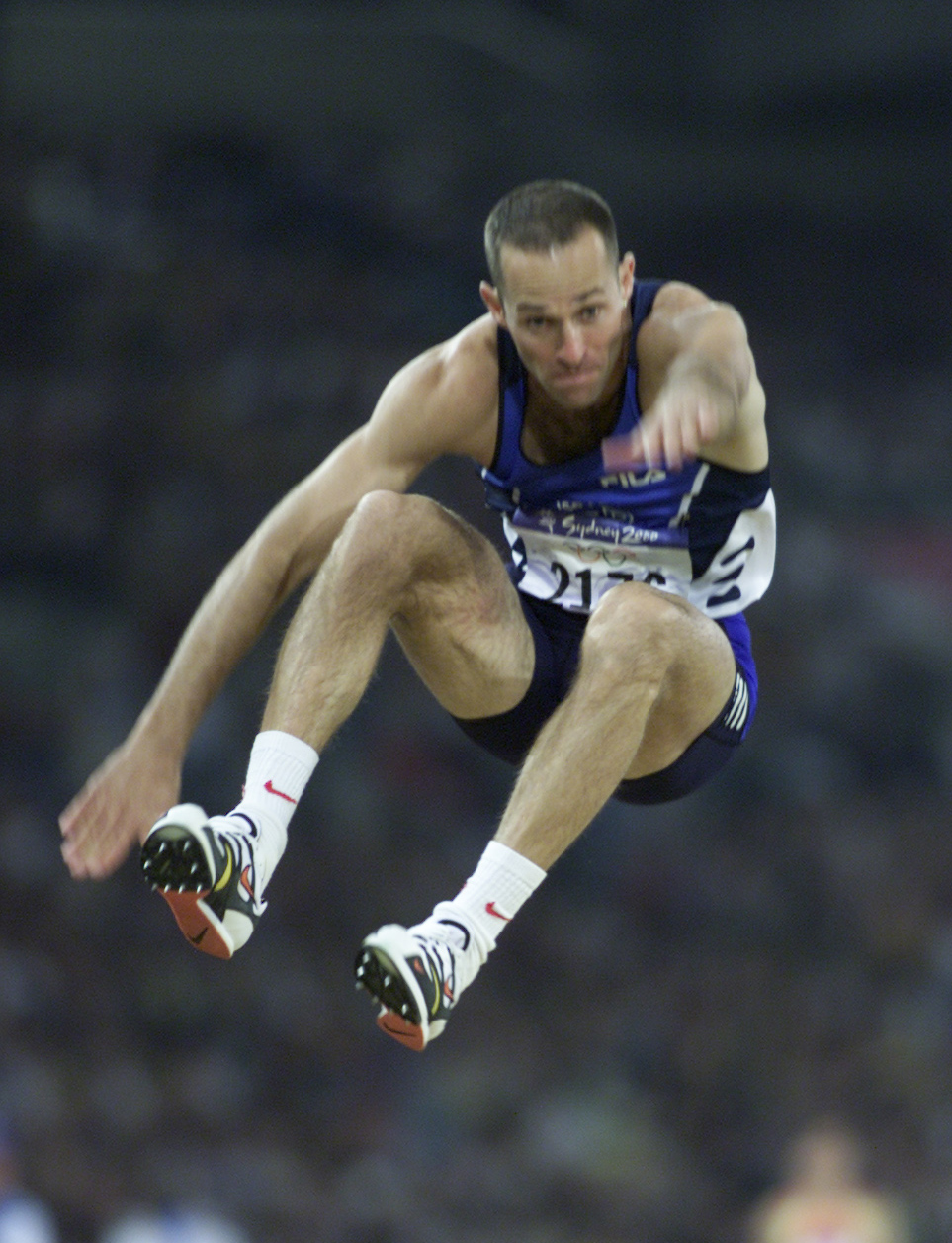
Rang elf für Rogel Nachum

## Video
- World Record - Triple Jump Men Goteborg 1995, Video veröffentlicht am 2. November 2012 auf youtube.com, abgerufen am 1. Juni 2020